# 販売費及び一般管理費
販売費及び一般管理費（はんばいひおよびいっぱんかんりひ、selling, general and administrative expenses SG＆A）は、企業会計における勘定科目の区分の一つ。人件費の一部である。費用の部に計上される。企業の営業活動（いわゆる本業の活動）に要した費用のうち、売上原価に算入されない額をいう。
販売管理費、販管費、営業費、営業経費とも呼ばれるが、"営業費用"といえば売上原価を含んだ概念となる。

## 概要
販売費及び一般管理費は、販売をするための費用と財やサービスを生み出すために直接要した費用ではないものの、企業を運営するために必要な費用をいう。一般に売上高に関係なく固定的にかかる費用である。
販売費は販売活動において直接要した費用をいう。一般管理費は総務や企業全体を運営し管理するために要した費用をいう。会社全体の福利厚生費、その他の経費（旅費交通費・通信費など）が該当する。
以下の項目からなる。上は販売費寄り、下は一般管理費寄りの項目である。
- 運賃荷造費: 出荷運賃
- 販売手数料: 手数料、売上奨励金[5]
- 広告宣伝費: 不特定多数に対する商品宣伝、求人広告、会社広告[6]
- 交際費: 特定の事業関係者に対する接待、贈答[7]
- 人件費: 間接部門（人事・経理・役員など）の給与・賞与・諸手当
- 従業員教育費
- 減価償却費
- 地代家賃: 例 - 間接部門の事務所
- 水道光熱費: 例 - 間接部門の事務所
- 租税公課
- その他の経費

売上総利益（粗利益）からこの販売費及び一般管理費を控除した額は営業利益として定義され、企業が本業でどのくらい儲けることができたかを表す項目となっている。（※詳しくは、利益の項を参照されたい。）